# سامسونگ گلکسی سری نوت

گلکسی نوت (به انگلیسی: Galaxy Note) یک سری از فبلت‌ها و تبلت‌های رده بالا و رده متوسط مبتنی بر اندروید، محصولی از سامسونگ، که از سال ۲۰۱۱ تا ۲۰۲۱ هر ساله نسل جدیدی از آنها توسط سامسونگ معرفی و عرضه می‌شد. به گفتهٔ برخی منابع، گلکسی نوت در نهایت با سری گلکسی اس ادغام شد. اولین محصول از این سری، در سامسونگ گلکسی نوت بود و آخرین محصول آن نیز فبلت‌های سامسونگ گلکسی نوت ۲۰ بودند.

## فهرست
| فبلت‌های پرچمدار سری گلکسی نوت | برخی از تبلت‌های سری گلکسی نوت |
| ----------------------------- | ----------------------------- |
| سامسونگ گلکسی نوت             | سامسونگ گلکسی نوت ۸٫۰         |
| سامسونگ گلکسی نوت ۲           | سامسونگ گلکسی نوت ۱۰٫۱        |
| سامسونگ گلکسی نوت ۳           |                               |
| سامسونگ گلکسی نوت ۴           |                               |
| سامسونگ گلکسی نوت ۵           |                               |
| سامسونگ گلکسی نوت ۷           |                               |
| سامسونگ گلکسی نوت ۸           |                               |
| سامسونگ گلکسی نوت ۹           |                               |
| سامسونگ گلکسی نوت ۱۰          |                               |
| سامسونگ گلکسی نوت ۲۰          |                               |

سری گلکسی نوت دارای مدل‌های دیگری نیز هست (از جمله گلکسی نوت ۳ نئو که یک نمونه رده متوسط از گلکسی نوت ۳ است و گلکسی نوت ۲۰ اولترا که از امکانات بالاتری نسبت به گلکسی نوت ۲۰ بهره می‌برد)
برخی از تبلت‌های این سری:
سامسونگ گلکسی نوت ۸٫۰
سامسونگ گلکسی نوت ۱۰٫۱